# Çığırtma
Çığırtma – turecki instrument ludowy, flet o długości od 15 do 30 cm wykonywany z kości skrzydła orła górskiego.